# 4230 van den Bergh
4230 van den Bergh è un asteroide della fascia principale del diametro medio di circa 37,75 km. Scoperto nel 1973, presenta un'orbita caratterizzata da un semiasse maggiore pari a 3,9543716 UA e da un'eccentricità di 0,1343986, inclinata di 3,09653° rispetto all'eclittica.
Fa parte della famiglia di asteroidi Schubart, all'interno del gruppo dinamico Hilda, che si trova in risonanza 2:3 col pianeta Giove.
L'asteroide è dedicato all'astronomo canadese Sidney van den Bergh.